# Izokvanta
Izokvanta je izokřivka množství produkce, tzn. křivka vyjadřující takové kombinace dvou vstupů, které odpovídají stejnému objemu produkce. Graf se souborem izokvant se označuje jako mapa izokvant. Na mapě izokvant roste objem výroby se vzdáleností od počátku, každá izokvanta je nerostoucí a konvexní (čím vyšší množství obou vstupů, tím vyšší objem produkce). Mapa izokvant slouží k odvození celkových nákladů firmy v dlouhém období.
Vlastnosti izokvant:
- v mapě izokvant jsou jednotlivá izokvanta seřazena severovýchodním směrem;
- izokvanty jsou seřazny z kardinálního hlediska;
- izokvanty se neprotínají;
- izokvanty jsou klesající a konvexní k počátku.